# Dicranotropis albovittata
Dicranotropis albovittata är en insektsart som beskrevs av Matsumura 1900. Dicranotropis albovittata ingår i släktet Dicranotropis och familjen sporrstritar. Inga underarter finns listade i Catalogue of Life.